# Clapeyron-Steigung
Die Clapeyron-Steigung (umgangssprachlich auch mit dem englischen Begriff Clapeyron slope bezeichnet; nach Émile Clapeyron) beschreibt die Druck-Temperatur-Abhängigkeit von Phasentransformationen von Materialien, z. B. von Mineralstrukturen und ist durch die Clapeyron-Gleichung
{\displaystyle {\frac {\mathrm {d} p}{\mathrm {d} T}}={\frac {\Delta S(p,T)}{\Delta V(p,T)}}}
definiert. Sie ist also bestimmt über die Änderungen von Entropie und Volumen in Abhängigkeit von Druck und Temperatur.
Vereinfacht bedeutet dies, dass die Umwandlung eines Materials von einer Phase in eine andere, z. B. eines Festkörpers in eine Flüssigkeit oder eines Minerals von einer Gitterstruktur in eine andere, bei gegebener Temperatur einen bestimmten Druck erfordert und umgekehrt. Bezogen auf das Innere der Erde oder eines anderen Himmelskörpers heißt das, dass Phasenumwandlungen von Mineralen bei normaler Umgebungstemperatur in einer bestimmten Tiefe auftreten. Ändert sich die Temperatur, verlagert sich der Ort der Phasentransformation in eine andere Tiefe, da der Druck proportional zur Tiefe ist. Ein wichtiges Beispiel in der Erde ist der Phasenübergang des Olivins zu Wadsleyit im oberen Mantel, dessen Clapeyron-Steigung positiv ist (etwa 2.5 MPa/K): in normalem Mantel liegt er in der Erde in ca. 410 km Tiefe, in kälteren Regionen des Mantels wie Subduktionszonen dagegen etwas flacher, in heißeren wie Mantelplumes dagegen etwas tiefer.
Die Clapeyron-Steigung quantifiziert diesen Vorgang, gibt also an, mit welchen Betrag sich der Druck pro Temperatureinheit ändert. Die Einheit ist Pa/K, für Geomaterialien ist MPa/K gebräuchlich.